# Сьотьо
Сьотьо (яп. 正長 — сьотьо, «правильна довгота») — ненґо, девіз правління імператора Японії з 1428 по 1429 роки.

## Походження
Взято з класичного китайськкого твору «Лі-цзи» (礼記) «在位之君子、威儀不差忒、可以正長是四方之国»

## Хронологія
- 1 рік (1428)

- Сходження на трон імператора Ґо-Ханадзоно, у зв'язку зі смертю імператора Сьоко;
- Смерть 4-ого сьоґуна сьоґунату Муроматі Асікаґи Йосімоті. Обрання його наступника, Асікаґи Йосінорі, жеребкуванням;
- «Земельні бунти іккі року Сьотьо» у регіоні Кінай. Простолюдини вимагають видачі зменшення податків і повинностей, у зв'язку із неврожаєм.

## Порівняльна таблиця
| Роки Сьотьо             | 1    | 2    |
| Григоріанський календар | 1428 | 1429 |
| Китайський календар     | 戊申 | 己酉 |